# Cristina Teuscher
Cristina Teuscher (New Rochelle, 12 marzo 1978) è una nuotatrice statunitense.
Specializzata nello stile libero e nei misti ha vinto una medaglia d'oro a Atlanta 1996 e una di bronzo a Sydney 2000.

## Palmarès
- Olimpiadi

Atlanta 1996: oro nella 4x200m sl.
Sydney 2000: bronzo nei 200m misti.
- Mondiali

Roma 1994: argento nei 400m sl e bronzo nella 4x200m sl.
Perth 1998: argento nella 4x200m sl.
- Giochi PanPacifici

Atlanta 1995: oro nella 4x200m sl e argento nei 200m sl.
Sydney 1999: oro nella 4x200m sl, argento nei 200m misti e bronzo nei 400m misti.
- Giochi panamericani

Mar del Plata 1995: oro nei 200m sl, nella 4x100m sl e nella 4x200m sl e argento nei 400m sl.